# Harveyope tinea
Harveyope tinea is een vlindersoort uit de familie van de prachtvlinders (Riodinidae), onderfamilie Riodininae.
Harveyope tinea werd in 1868 beschreven door H. Bates.